# Estadio Olímpico Adem Jashari
El Estadio Olímpico Adem Jashari (en albanés: Stadiumi Olimpik Adem Jashari; en serbio: Стадион Трепча) es un estadio de usos múltiples de la ciudad de Kosovska Mitrovica en Kosovo, un territorio reclamado por Serbia. Se utiliza sobre todo para los partidos de fútbol como el estadio del KF Trepça de la Superliga kosovar, posee una capacidad 18.200 personas.
El estadio lleva el nombre de Adem Jashari, uno de los fundadores del Ejército de Liberación de Kosovo el (ELK), que luchó por la separación de Kosovo de la República Federal de Yugoslavia durante la década de 1990.
El 5 de marzo de 2014, fue sede del primer partido aprobado por la FIFA para la Selección de fútbol de Kosovo, un partido amistoso que terminó en empate 0-0 con el combinado de Haití.